# Glypta diminuta
Glypta diminuta là một loài tò vò trong họ Ichneumonidae.